# Ein Fest für Boris
Ein Fest für Boris ist das erste Drama von Thomas Bernhard.

## Handlung
Die drei Akte des Stücks sind mit Erstes Vorspiel, Zweites Vorspiel und Das Fest betitelt.
Eine wohlhabende Dame unbekannten Namens, die im Personenverzeichnis nur als die Gute bezeichnet wird, verlor bei einem Unfall, bei dem ihr Mann starb, beide Beine. Sie lebt zusammen mit ihrer Dienerin Johanna und mit ihrem ebenfalls beinlosen zweiten Ehemann Boris. Dieser lebte in einem benachbarten „Krüppelasyl“, bis die Dame ihn heiratete und in ihr Haus hinüberholte.
Die exaltierte Dame quält und drangsaliert sowohl Johanna als auch Boris; beide wollen eigentlich von ihr weg. So muss Johanna, eine Schweinemaske tragend, die Dame zu einem Kostümball begleiten, bei dem die Gute als Königin auftritt. Nach der Rückkehr vom Ball legt sie Wert darauf, dass Boris, der nicht mitkommen durfte, aber von dem Ball erfährt.
Ein paar Tage später werden zu Boris’ Geburtstag seine (sämtlich beinlosen) Freunde aus dem Asyl eingeladen. Sie erzählen unter anderem von ihren Träumen, von denen viele mit den fehlenden Beinen zu tun haben, und von ihren nie ausgeführten Selbstmord-Absichten. Außerdem beschweren sie sich, dass sie trotz ihrer geringen Körpergröße in Betten schlafen müssten, die den meisten von ihnen zu kurz sind. Während sie sich immer lauter über die Zustände im Asyl beschweren, schlägt Boris eine Trommel und bricht schließlich über ihr zusammen. Erst als die Gäste sich bedanken und verabschieden wollen, bemerkt Johanna, dass Boris tot ist. Während alle den Saal verlassen, bricht die Gute, Boris im Arm haltend, in „fürchterliches Gelächter“ aus.

## Entstehungs- und Rezeptionsgeschichte
Bernhard schrieb zwischen 1965 und 1967 an dem Stück. Den Anstoß dazu gab Josef Kaut, der ein Stück von Bernhard im Rahmen der Salzburger Festspiele uraufführen wollte. Nach mehreren Umarbeitungen sowie einer Unterbrechung durch die Arbeit am Roman Verstörung beendete Bernhard das Stück allerdings erst 1967. Es war als eine Art Gegenstück zum Jedermann konzipiert, aber auch vom Absurden Theater beeinflusst und wurde vom Direktorium der Festspiele abgelehnt.
Das Stück erschien 1970 in der edition suhrkamp und wurde im gleichen Jahr am Deutschen Schauspielhaus Hamburg uraufgeführt. Damit begann Bernhards langjährige Zusammenarbeit mit dem Regisseur Claus Peymann. Weitere Inszenierungen folgten unter anderem 2002 am Berliner Ensemble (Regie: Achim Freyer) und 2007 bei den Salzburger Festspielen (Regie: Christiane Pohle).

### Fernsehaufzeichnung
Die Erstinszenierung von Claus Peymann wurde in einer Koproduktion von NDR und ORF aufgezeichnet und am 29. Mai 1971 (in Deutschland) bzw. am 23. November 1971 (in Österreich) zum ersten Mal ausgestrahlt. Die Besetzung der Aufzeichnung war:
- Judith Holzmeister: Die Gute – beinlos
- Angela Schmid: Johanna
- Wolf Redl: Boris – beinlos
- Rolf Jülich: Beinloser Krüppel #1
- Otto Engel: Beinloser Krüppel #2
- Adolf Hansen: Beinloser Krüppel #3
- Peter Herzog: Beinloser Krüppel #4
- Knut Hinz: Beinloser Krüppel #5
- Hans Irle: Beinloser Krüppel #6
- Peter Lehmbrock: Beinloser Krüppel #7
- Lutz Mackensy: Beinloser Krüppel #8
- Arnulf Meifert: Beinloser Krüppel #9
- Gerhard Olschewski: Beinloser Krüppel #10
- Horst Reckers: Beinloser Krüppel #11
- Gert Schaefer: Beinloser Krüppel #12
- Timo Wüllner: Beinloser Krüppel #13
- Klaus von Haffner: Diener #1
- Hans Hellberg: Diener #2
- Karl Kieburg: Pfleger #1
- Herbert Wargenau: Pfleger #2